# Kenneth Stonehouse
Kenneth Stonehouse (Ciudad del Cabo, 10 de mayo de 1908-Golfo de Vizcaya, 1 de junio de 1943) fue un periodista sudafricano-británico que trabajó con la agencia de noticias Reuters en Estados Unidos y Europa. Murió en el derribo del vuelo 777 de BOAC.

## Biografía
Stonehouse nació en Ciudad del Cabo, Sudáfrica en 1908. Comenzó su carrera trabajando para Cape Times y luego se unió al personal de South African Morning Newspapers en Londres. Luego solicitó trabajar para Reuters, que lo asignó a Nueva York.
Stonehouse fue enviado a Washington D. C. como corresponsal senior de Reuters, cubriendo las principales noticias, incluida la visita del primer ministro británico Winston Churchill a los Estados Unidos y Canadá durante la Segunda Guerra Mundial.
Stonehouse y su esposa figuran como pasajeros a bordo del Cohner Brook, que en noviembre de 1941 viajó de Londres a Halifax, Nueva Escocia en Canadá.
En el verano de 1943, Stonehouse acababa de completar una asignación de dieciocho meses en Washington D. C. cuando se ofreció como voluntario para convertirse en corresponsal de guerra de las fuerzas armadas de los Estados Unidos que luchaban en Europa. Para regresar a Europa, Stonehouse y su esposa Evelyn el 12 de mayo de 1943 abordaron el transatlántico portugués SS Serpa Pinto en Nueva York para navegar a Portugal, un estado neutral durante la Segunda Guerra Mundial. Llegaron a Lisboa el 28 de mayo y reservaron un vuelo a Londres. El 1 de junio de 1943, Stonehouse, de 35 años, y su esposa Evelyn abordaron el vuelo 777 de BOAC a Londres; aviones de combate alemanes derribaron el avión sobre el Golfo de Vizcaya, matando a todos a bordo.